# چشمه تلخو
چشمه تلخو، روستایی از توابع بخش همایجان شهرستان سپیدان در استان فارس ایران است.یکی از روستاهای بخش دشمن‌زیاری می‌باشد.نام مسجد این روستامسجد امام رضا(ع)است.شغل اکثر مردم روستا کشاورزی و دامداری است.باغ‌های انگور این روستا مثل دیگر روستاهای بخش دشمن زیاری زیاد و دارای انگورهای مرغوب می‌باشد.

## روستاهای همسایه
از غرب به باباصالح
از جنوب به آب پرده
از شمال غربی به چمن بید
از شمال به هرایجان

## جمعیت
این روستا در دهستان همایجان قرار دارد و براساس سرشماری مرکز آمار ایران در سال ۱۳۸۵، جمعیت آن ۳۳۴ نفر (۷۶خانوار) بوده‌است.